# Kim Bohr
Kim Bohr (født 1960). Ensemblechef i DR siden 2011 og øverste chef for DR Symfoniorkestret, DR Bigband, DR Vokalensemblet, DR Koncertkoret og DR Pigekoret samt Korskolen.

## Kort baggrund
Kim Bohr startede sin karriere i musikken som cellostuderende på Det Kongelige Danske Musikkonservatorium hos professor Erling Blöndal Bengtsson. Efter diplomeksamen i 1985 fortsattes studierne i Wien hos professor Tobias Kühne. 
Som færdiguddannet cellist var Kim Bohr i en årrække engageret i strygekvartetten Artium, ligesom han sideløbende var kontraktansat i blandt andet Odense Symfoniorkester, Sjællands Symfoniorkester, Det Kongelige Kapel mv. 

## Professionelt liv
Producent i DR Radiounderholdningsorkesteret 1990, senere chef for samme orkester fra 1996 - 2007. 
Vicedirektør på Det Kongelige Teater i perioden 2007 - 2011. 

## Udmærkelser
I 2003 blev Kim Bohr slået til Ridder af Dannebrog for sin mangeårige indsats i dansk kulturliv.